# Edmond Hamilton
Edmond Moore Hamilton (Youngstown (Ohio), 21 oktober 1904 – Lancaster (Californië), 1 februari 1977) was een Amerikaans schrijver van sciencefictionboeken, -verhalen en comics.

## Biografie
Hamilton werd geboren in Youngston, Ohio en bracht daar en in het nabijgelegen New Castle, Pennsylvania zijn jeugd door. Op 14-jarige leeftijd studeerde hij al af aan de hogeschool en ging hij vervolgens studeren aan het Westminster College (New Wilmington, Pennsylvania) waar hij het op 17-jarige leeftijd voor bekeken hield. Zijn sf-schrijverscarrière begon met de publicatie van zijn kort verhaal "The Monster God of Mamurth" dat verscheen in augustus 1926 in het tijdschrift Weird Tales. Hij behoorde al snel tot de vaste schrijversgroep van het tijdschrift waartoe ook H.P. Lovecraft en Robert E. Howard behoorden. Tussen 1926 en 1948 verschenen 79 verhalen van Hamilton in het tijdschrift. In de late jaren 1920 en de beginjaren 1930 schreef hij voor veel pulpmagazines en schreef ook horror- en thrillerverhalen in andere magazines. Hij was heel populair als schrijver van verhalen in het subgenre space opera. Zijn verhaal "The Island of Unreason" (Wonder Stories, mei 1933) won de eerste Jules Verne Prize (de voorloper van de latere Hugo Awards) als het beste SF-verhaal van het jaar. Ten gevolge van de economische problemen door de Grote Depressie schreef hij ook detective- en misdaadverhalen onder zijn eigen naam en twee pseudoniemen. In 1946 begon Hamilton te schrijven voor DC Comics, gespecialiseerd in verhalen voor de personages van Superman en Batman.
Op 31 december 1946 trouwde hij met sciencefictionschrijfster en scenariste Leigh Brackett. Hoewel Hamilton en Brackett een kwarteeuw zij aan zij werkten, brachten ze zelden gezamenlijk een boek uit. De enige roman die ze samen schreven Stark and the Star Kings werd pas in 2005 gepubliceerd. Hamilton stierf in 1977 aan complicaties na een nieroperatie.